# بريت نيكول
بريت نيكول (بالإنجليزية: Britt Nicole)‏ هي مغنية وموسيقية وملحنة أمريكية، ولدت في 2 أغسطس 1985 في كانابوليس في الولايات المتحدة.

## وصلات خارجية
- الموقع الرسمي
- بريت نيكول على موقع ميوزك برينز (الإنجليزية)
- بريت نيكول على موقع أول ميوزيك (الإنجليزية)
- بريت نيكول على موقع ديسكوغز (الإنجليزية)